# Церква святого Архангела Михаїла (Руська Кучава)
Церква святого Архангела Михаїла — дерев'яна церква у лемківському стилі в селі Руська Кучава Мукачівського району Закарпатської області.

## Історія
Церква Святого Архангела Михаїла — це одна з чотирьох лемківських церков, які збереглись в Україні. З них дві — класичні: одна в Ужгороді, з села Шелестово, друга — в Київському музеї просто неба, з села Плоске. Ще одна, перероблена, стоїть у місті Свалява. 
Дерев'яну церкву збудовано у селі Руське в XVIII сторіччі та перевезено у Руську Кучаву в першій половині XIX ст.

## Архітектура
Колись це був чудовий архітектурний твір з усіма ознаками лемківського стилю – високою вежею з бароковим завершенням над бабинцем, шатровими дахами над навою та вівтарем. Сьогодні збереглася гарна галерея з різьбленими стовпчиками, що обходить з трьох сторін бабинець і наву. Внаслідок сильної бурі було знесено барокову верхівку, яку більше не відновлювали, а вкрили вежу бляшаним чотирикутним наметом. 
У 1986 році церкву оббито бляхою. На даний час споруда знаходиться у поганому стані: повипадали різьблені стовпчики ґанку, дах над вівтарем підперто стовпами, колоди зрубу сильно попсовані часом і шкідниками. 